# Пашково (Узловский район)
Пашково — деревня в Узловском районе Тульской области России.
В рамках административно-территориального устройства является центром Пашковской сельской администрации Узловского района, в рамках организации местного самоуправления входит в сельское поселение Каменецкое.

## География
Расположена в центре Среднерусской возвышенности, в 6 км к северу от районного центра, города Узловая, в 49 км к юго-востоку от Тулы (а до Москвы — 230 км).

## История
Первое упоминание о сёлах Пашково-Данилово, Пашково, Пашково Пашкова относится к 1790 году в Плане Генерального Межевания (Генерального плана) Богородицкого уезда Тульской губернии. Этот исторический факт ставит под сомнение возникновение населённого пункта «в 1837 году», когда «местный помещик Крюков, выиграв в карты десять домов у помещика Пашкова из села Пашково Веневского уезда, перевез эти семьи вместе с домами и всем скарбом к себе». Имеет 8 исторических наименований слобод: Марфино, Кислено, Маркино, Москва, Китово, Дарьино (Пашково-Пашково), Галёрка, Выперки.
В «Городах и селениях Тульской губернии в 1857 году» упоминается как деревня Пашкова при речке Каменке, в котором насчитывалось 1 военное ведомство и количество прихожан ближайшей церкви составляло — 163 человека.
В «Списке населенных мест Тульской губернии» за 1859 год упоминается как владельческая деревня Пашково (Пашкова) при речке Каменке, в котором насчитывалось 16 дворов и проживало 209 человек: 99 мужского, 110 женского полов.
По данным клировых ведомостей Тульской Епархии 1915—1916 годов деревня Пашково имела 9 военных ведомств, 49 дворов, 341 прихожанина: 182 мужского и 159 женского полов.
В 1904 году основана Пашковская школа с преподавания божьего закона, в 1971 году для школы (МОУ ООШ № 28) было построено новое современное здание. В 2011 году школу закрыли, была произведена реорганизация образовательного учреждения путём присоединения к МОУ СОШ № 22.

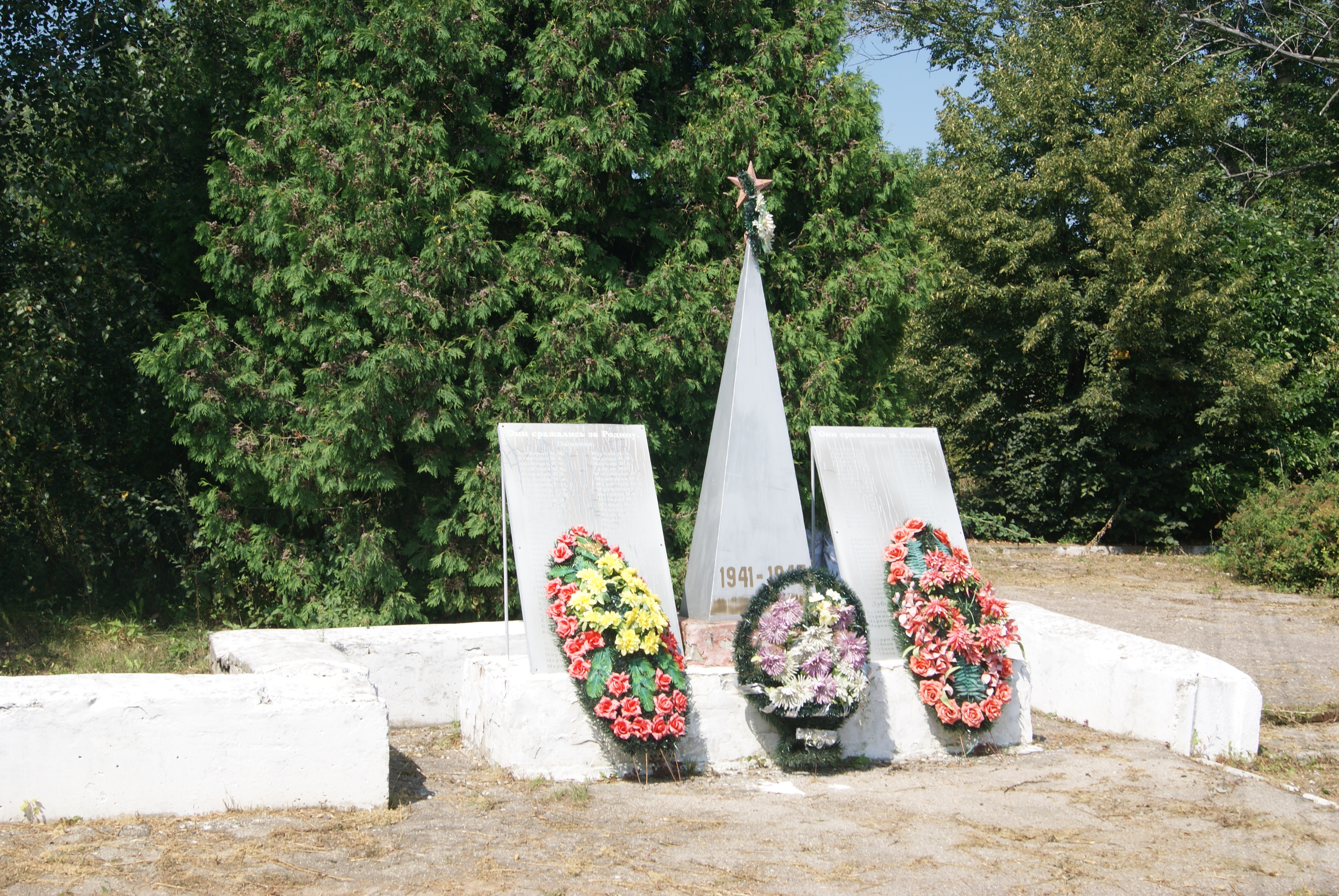
Памятник жертвам Великой Отечественной войны в Пашково.

В результате коллективизации 1928—1930 годов в деревне был основан колхоз «Красная звезда». В пятидесятые годы на его территории было оборудовано четыре футбольных поля, пять волейбольных и три баскетбольные площадки, городошные корты. В 2003 году колхоз был объявлен банкротом.
На территории населённого пункта осуществляли деятельность сельская администрация, детский сад, дом культуры, библиотека, медицинский пункт, общественная баня, центр бытового обслуживания «Чайка», которые также были упразднены после распада СССР.
К 55-летию окончания Великой Отечественной войны в Пашково был установлен обелиск в память жертвам.

## Население
| 2002 | 2010 |
| ---- | ---- |
| 376  | ↘362 |